# 다크 썸머
《다크 썸머》(영어: Dark Summer)는 미국에서 제작한 폴 솔렛 감독의 2015년 초자연 공포 영화이다. 키어 길크리스트, 스텔라 메이브, 그레이시 길럼, 페테르 스토르마레 등이 출연하였다.

## 줄거리
뭐에 홀린 듯 동급생 모나를 집요하게 사이버스토킹 해온 대니얼은 가택 연금형에 처해져 컴퓨터를 빼앗기고 SNS는 금지 당하고 IP 주소 추적 대상에 오르는 신세가 된다. 대니얼은 가석방 담당관 스토크스에게 전자발찌가 묶인 발을 자르고 멕시코로 도망간 사람에 대한 농담을 한다.
친구 케빈과 대니얼을 좋아하는 애비는 대니얼을 위로하며 몰래 태블릿 PC를 가져다준다. 대니얼은 이를 이용해 이웃 인터넷을 몰래 빌어쓰며 출장을 간 엄마에게 스카이프 통화를 시도한다. 그 순간 갑자기 모나가 스카이프로 영상전화를 걸더니 대니얼이 화면으로 지켜보는 와중에 자살해버린다.
이후 대니얼이 모나의 유령을 보게 되자 대니얼, 애비, 케빈은 각자 손에 펜을 한 자루씩 쥐고 교령회를 연다. 이때 초자연적인 힘이 작용하여 세 사람은 펜으로 애비의 손을 찍어버리고, 벽에는 피로 써진 'Daniel(대니얼)'이란 글자가 떠오른다.
사실은 대니얼이 모나를 좋아했던 것이 아니라 정반대로 모나가 대니얼을 좋아해서 대니얼의 몸 안에 영혼 상태로 공존하기 위해 주술을 걸면서 이 모든 일이 시작된 것이었다. 이를 전혀 몰랐던 대니얼, 애비, 케빈 세 사람은 부지불식간에 주술 발동 요건을 전부 채워버린다. 덕분에 모나는 애비의 몸을 차지해 케빈을 죽이고, 대니얼의 발목을 자른 뒤 대니얼을 납치한다.
스토크스는 그저 대니얼이 도망을 갔을 거라고만 짐작한다.

## 출연
- 키어 길크리스트 - 대니얼 오스틴 역
- 스텔라 메이브 - 애비 펠러 역
- 마이스트로 허렐 - 케빈 다우들 역
- 그레이시 길럼 - 모나 윌슨 역
- 페테르 스토르마레 - 스토크스 역
- 디노라 월컷 - 월컷 교장 역